# Acalymma rubeolum
Acalymma rubeolum es un insecto coleóptero de la familia Chrysomelidae. Fue descrita en 1958 por Bechyne.